# Dick Butkus
Richard Marvin "Dick" Butkus, född 9 december 1942 i Chicago, Illinois, död 5 oktober 2023 i Malibu, Kalifornien, var en amerikansk utövare av amerikansk fotboll som spelade som linebacker i Chicago Bears från 1965 till 1973. Han deltog i 8 All-starsmatcher (Pro-Bowl). Efter sin aktiva karriär var han sportkommentator och agerade ibland även som skådespelare.